# Gran Premio Industria e Commercio di Prato 1988
Il Gran Premio Industria e Commercio di Prato 1988, quarantatreesima edizione della corsa, si svolse il 25 aprile 1988 su un percorso di 228 km, con arrivo a Prato. Fu vinto dall'italiano Maurizio Fondriest della Alfa Lum-Legnano-Ecoflam davanti ai suoi connazionali Moreno Argentin e Pierino Gavazzi.

## Ordine d'arrivo (Top 10)
| Pos. | Corridore          | Squadra                        | Tempo    |
| ---- | ------------------ | ------------------------------ | -------- |
| 1    | Maurizio Fondriest | Alfa Lum-Legnano-Ecoflam       | 5h50'00" |
| 2    | Moreno Argentin    | Gewiss-Bianchi                 |          |
| 3    | Pierino Gavazzi    | Fanini-7UP                     |          |
| 4    | Giovanni Strazzer  | Malvor-Sidi                    |          |
| 5    | Silvio Martinello  | Atala-Ofmega                   |          |
| 6    | Harald Maier       | Gis Gelati-Jollyscarpe-Ecoflam |          |
| 7    | Angelo Canzonieri  | Pepsi Cola-FNT-Fanini          |          |
| 8    | Maurizio Vandelli  | Atala-Ofmega                   |          |
| 9    | Roberto Gaggioli   | Pepsi Cola-FNT-Fanini          |          |
| 10   | Francesco Cesarini | Ariostea-Gres                  |          |